# أنتوني تشن (مخرج)
أنتوني تشن (بالصينية: 陳哲藝؛ بالإنجليزية: Anthony Chen) هو كاتب سيناريو ومخرج سنغافوري، ولد في 18 أبريل 1984 في سنغافورة.

## وصلات خارجية
- أنتوني تشن على موقع IMDb (الإنجليزية)
- أنتوني تشن على موقع ألو سيني (الفرنسية)
- أنتوني تشن على موقع أول موفي (الإنجليزية)
- أنتوني تشن على موقع قاعدة بيانات الفيلم (الإنجليزية)
- أنتوني تشن على موقع كينوبويسك (الروسية)